# Szymon Weirauch
Szymon Weirauch (Wałbrzych, 5 marzo 2004) è un calciatore polacco, portiere del Lechia Danzica.

## Carriera

### Club
Cresciuto nel settore giovanile del Górnik Wałbrzych e successivamente in quello dello Zagłębie Lubin, ha debuttato in prima squadra con quest'ultimo club (con cui tra il 2020 ed il 2024 è stato inoltre anche spesso titolare nella squadra riserve, militante nella quarta divisione polacca) il 23 luglio 2023 nell'incontro di Ekstraklasa vinto 2-1 contro il Ruch Chorzów. Il 19 giugno 2024 è stato ceduto a titolo definitivo al Lechia Danzica, altro club della prima divisione polacca.

### Nazionale
Ha giocato nella nazionale polacca Under-18.

## Statistiche

### Presenze e reti nei club
Statistiche aggiornate al 4 maggio 2025
| Stagione                 | Squadra                  | Campionato               | Campionato | Campionato | Coppe nazionali | Coppe nazionali | Coppe nazionali | Coppe continentali | Coppe continentali | Coppe continentali | Altre coppe | Altre coppe | Altre coppe | Totale | Totale | Totale |
| Stagione                 | Squadra                  | Comp                     | Pres       | Reti       | Comp            | Pres            | Reti            | Comp               | Pres               | Reti               | Comp        | Pres        | Reti        | Pres   | Reti   |        |
| ------------------------ | ------------------------ | ------------------------ | ---------- | ---------- | --------------- | --------------- | --------------- | ------------------ | ------------------ | ------------------ | ----------- | ----------- | ----------- | ------ | ------ | ------ |
| 2020-2021                | Zagłębie Lubin II        | 3L                       | 4          | -4         | -               | -               | -               | -                  | -                  | -                  | -           | -           | -           | 4      | -4     |        |
| 2021-2022                | Zagłębie Lubin II        | 3L                       | 16         | -21        | -               | -               | -               | -                  | -                  | -                  | -           | -           | -           | 16     | -21    |        |
| 2022-2023                | Zagłębie Lubin II        | 2L                       | 12         | -25        | -               | -               | -               | -                  | -                  | -                  | -           | -           | -           | 12     | -25    |        |
| 2023-2024                | Zagłębie Lubin II        | 2L                       | 17         | -24        | -               | -               | -               | -                  | -                  | -                  | -           | -           | -           | 17     | -24    |        |
| Totale Zagłębie Lubin II | Totale Zagłębie Lubin II | Totale Zagłębie Lubin II | 49         | -74        |                 | -               | -               |                    | -                  | -                  |             | -           | -           | 49     | -74    |        |
| 2023-2024                | Zagłębie Lubin           | EK                       | 8          | -10        | CP              | 1               | -2              | -                  | -                  | -                  | -           | -           | -           | 9      | -12    |        |
| 2024-2025                | Lechia Danzica           | EK                       | 17         | -27        | CP              | 0               | 0               | -                  | -                  | -                  | -           | -           | -           | 17     | -27    |        |
| Totale carriera          | Totale carriera          | Totale carriera          | 74         | -111       |                 | 1               | -2              |                    | -                  | -                  |             | -           | -           | 75     | -113   |        |